# 上施利尔巴赫
上施利尔巴赫是奥地利上奥地利州克雷姆斯河畔基希多夫县的一个市镇。总面积18.3平方公里，总人口469人，人口密度25.6人/平方公里（2005年）。